# Martuljek (potok)
Martuljek, tudi Martuljščica je gorski potok, ki svoje vode zbira v Martuljških gorah (južno od naselja Gozd Martuljek) v Julijskih Alpah, največ pa v zatrepu Za Akom, kjer je večji del leta majhen ledenik. Potok tvori Zgornji in Spodnji Martuljški slap. Malo nad spodnjim slapom se potoku pridruži Bučanov Graben. Martuljek se pri naselju Gozd Martuljek kot desni pritok izliva v Savo Dolinko.